# Anuket
Anuket (Anqit) byla staroegyptskou bohyní řeky Nil. Byla uctívaná hlavně v Horním Egyptě v Elefantině a blízkých oblastech v Núbii.
Anuket byla součástí božské trojice s Chnumem a bohyní Satet. Je možné, že byla považovaná za jejich dceru nebo za mladší choť boha Chnuma. Anuket byla zobrazována jako gazela nebo žena s gazelí hlavou. Rovněž jejím znakem byla vysoká čelenka s peřím (podle mnohých egyptologů to mohl být prvek pocházející z Núbie).
Chrám zasvěcený bohyni Anuket byl postaven ve 13. dynastii faraonem Sobekhotepem III. na ostrově Seheil. Pozdější faraon Amenhotep II. nechal této bohyni postavit kapli. Během Nové říše byl Anuketin kult spojený hlavně s průvodem během prvního měsíce Šemu. Festival bohyně Anuket začínal s příchodem každoročních nilské záplav. Lidé házeli mince, zlato, šperky a cenné dary do řeky jako poděkování za životadárnou vodu, kterou do celého Egypta přinášela. Během těchto svátků bylo dovoleno pojídání všech druhů ryb, včetně těch, které byly normálně považovány za posvátné. Tento rituál byl součástí tradice těchto svátků.